# Paradoxornis heudei
Paradoxornis heudei е вид птица от семейство Timaliidae. Видът е почти застрашен от изчезване.

## Разпространение
Видът е разпространен в Китай и Монголия.